# Amphiura stepanovi
Amphiura stepanovi är en ormstjärneart som beskrevs av Alexander Michailovitsch Djakonov 1954. Amphiura stepanovi ingår i släktet Amphiura och familjen trådormstjärnor. Inga underarter finns listade i Catalogue of Life.